# Significado (psicologia)
Significado é um conceito epistemológico usado em várias disciplinas, como psicologia, filosofia, linguística, semiótica e sociologia, com sua definição dependendo do campo de estudo pelo qual está sendo usado.
Esses usos multidisciplinares do termo não são independentes e podem se sobrepor mais ou menos; cada construção do termo "significado" pode corresponder a construções relacionadas em outros campos. Os positivistas lógicos, por exemplo, associavam o significado à verificação científica.

## Psicologia

### Behaviorismo
Segundo B. F. Skinner, o significado é a versão moderna da ideia. Como uma ideia, diz-se que um significado é expresso ou comunicado por um enunciado. Um significado explica a ocorrência de uma determinada palavra no sentido de que, se houvesse um significado diferente a ser expresso, uma palavra diferente provavelmente teria aparecido. O significado tem certas vantagens sobre as ideias porque têm a possibilidade de se localizar fora da pele e, assim, segundo Skinner, os significados podem ser observados diretamente.

### Psicologia cognitiva
Jerome Bruner, um dos fundadores da psicologia cognitiva, escreveu:
Desde muito cedo, ... a ênfase começou a mudar do 'significado' para a 'informação', da construção do significado para o processamento da informação. São assuntos profundamente diferentes. O fator chave da mudança foi a introdução da computação como metáfora dominante e da computabilidade como critério necessário de um bom modelo teórico. A informação é indiferente em relação ao significado...

### Psicologia crítica alemã
A psicologia crítica alemã fornece uma estrutura metateórica para pesquisas sobre tarefas psicológicas e computacionais. Uma parte importante disso é o desenvolvimento histórico-lógico da categoria de significado. Mostra-se que o significado não é nada absoluto, mas subjetivo. O significado não é uma propriedade das coisas nem está presente apenas como uma imaginação da cognição. Assim, os significados não podem ser "definidos" ou "atribuídos" como comumente se pensa. Os significados surgem da produção social do valor de uso".
Uma compreensão semelhante desenvolvida nos estudos culturais da ciência: "Os estudos culturais articulam, assim, concepções dinâmicas e expressivas de significado, conhecimento e poder, que contrastam fortemente com as abordagens padrão para esses fenômenos dentro da filosofia e da teoria social. Nesses relatos, o significado não é uma propriedade de enunciados ou ações; o termo 'significado', em vez disso, articula as maneiras pelas quais tais performances inferencialmente se baseiam e transformam o campo de performances anteriores em que estão situadas."